# Sveriges ambassader

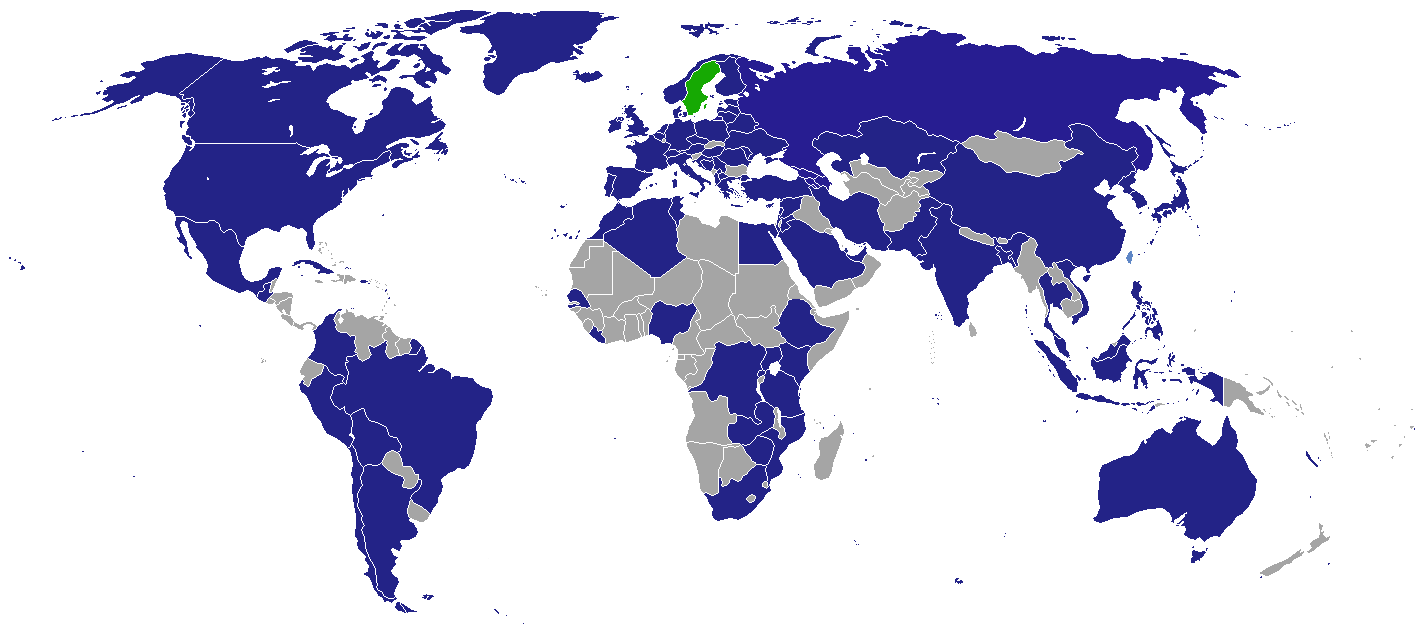
Länder där Sverige har ambassad (2019).

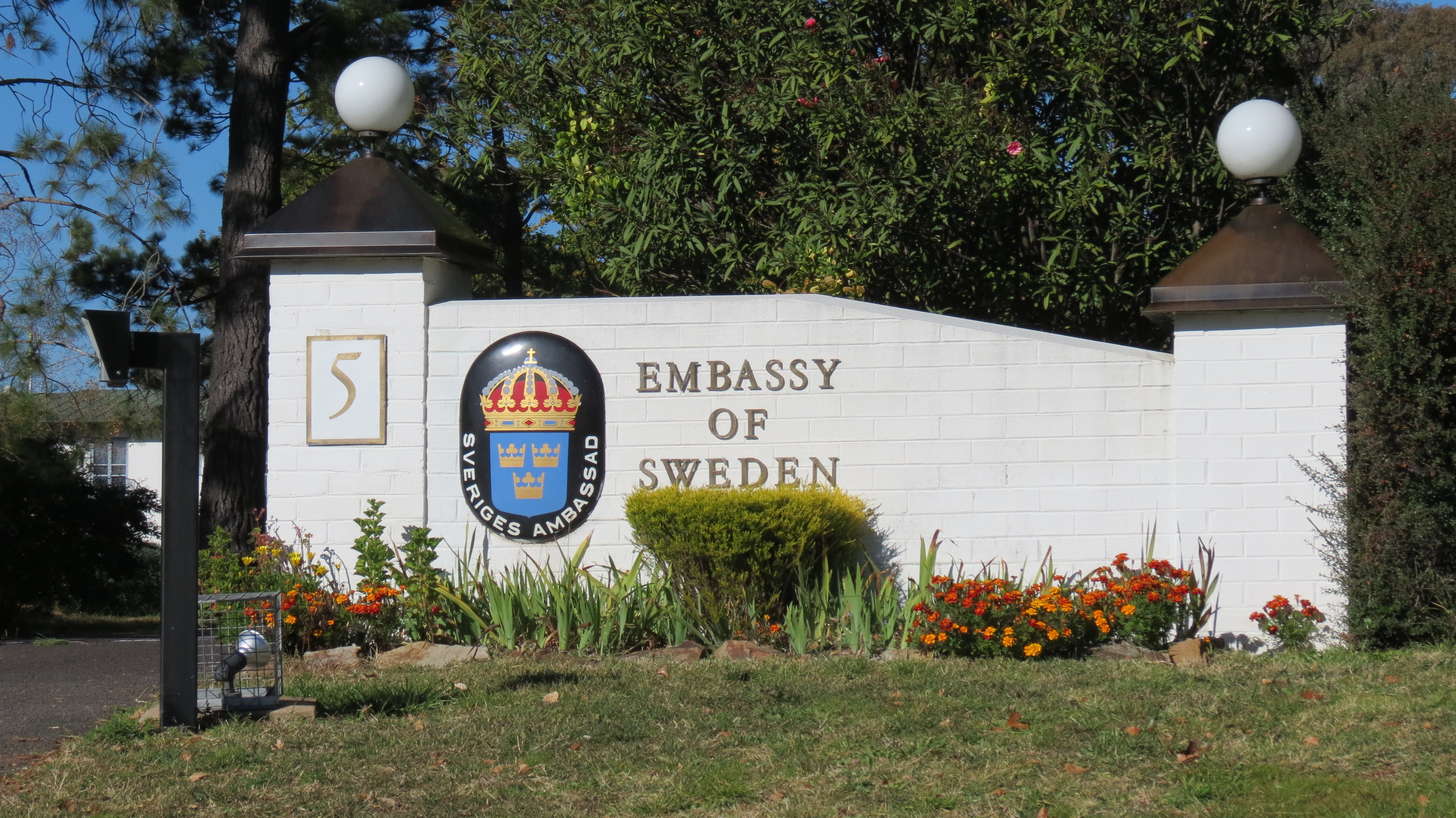
Entréskylt till Sveriges ambassad i Canberra.

Sveriges ambassader är sådana Sveriges diplomatiska beskickningar i andra länder som benämns ambassad. Beträffande länder utan svensk ambassad ansvarar ambassadören i ett närbeläget land, eller en ambassadör vid Kansliet för de Stockholmsbaserade sändebuden inom utrikesdepartementet i Stockholm, för den diplomatiska representationen.
Beträffande staten Palestina, som Sverige sedan den 30 oktober 2014 erkänner som en statsbildning, ansvarar Sveriges generalkonsulat i Jerusalem för Sveriges officiella kontakter med Palestinska myndigheten. I Taiwan, som inte erkänts som en nation av Sverige, finns ingen diplomatisk representation, men det halvstatliga Business Sweden driver ett svenskt handelskontor, vilket upprätthåller viss konsulär service genom Consular section in Taipei'.'
I länder där Sverige inte har någon ambassad, är det normala att den utnämnda svenska ambassadören i ett närbeläget land sidoackrediteras. Det innebär att ambassadören är Sveriges representant i det landet och sköter förbindelserna genom regelbundna besök. Exempel på det är Laos och Myanmar. Dessa länder bevakas från den svenska ambassaden i Bangkok och den svenska ambassadören i Thailand är ackrediterad i alla tre länderna.
År 1981 hade Sverige fler utlandsmyndigheter än någonsin, 116 stycken. År 1990 hade Sverige 103 ambassader. År 2010 hade Sverige 104 utlandsmyndigheter, som inkluderar ambassader, representationer, delegationer och konsulat, som bemannas med utsänd svensk personal. 2021 hade dessa ökat till 108. Tillsammans med de cirka 400 honorärkonsulaten bildar de Sveriges utrikesrepresentation.

## Stater i vilka Sverige har ambassader

### Norden

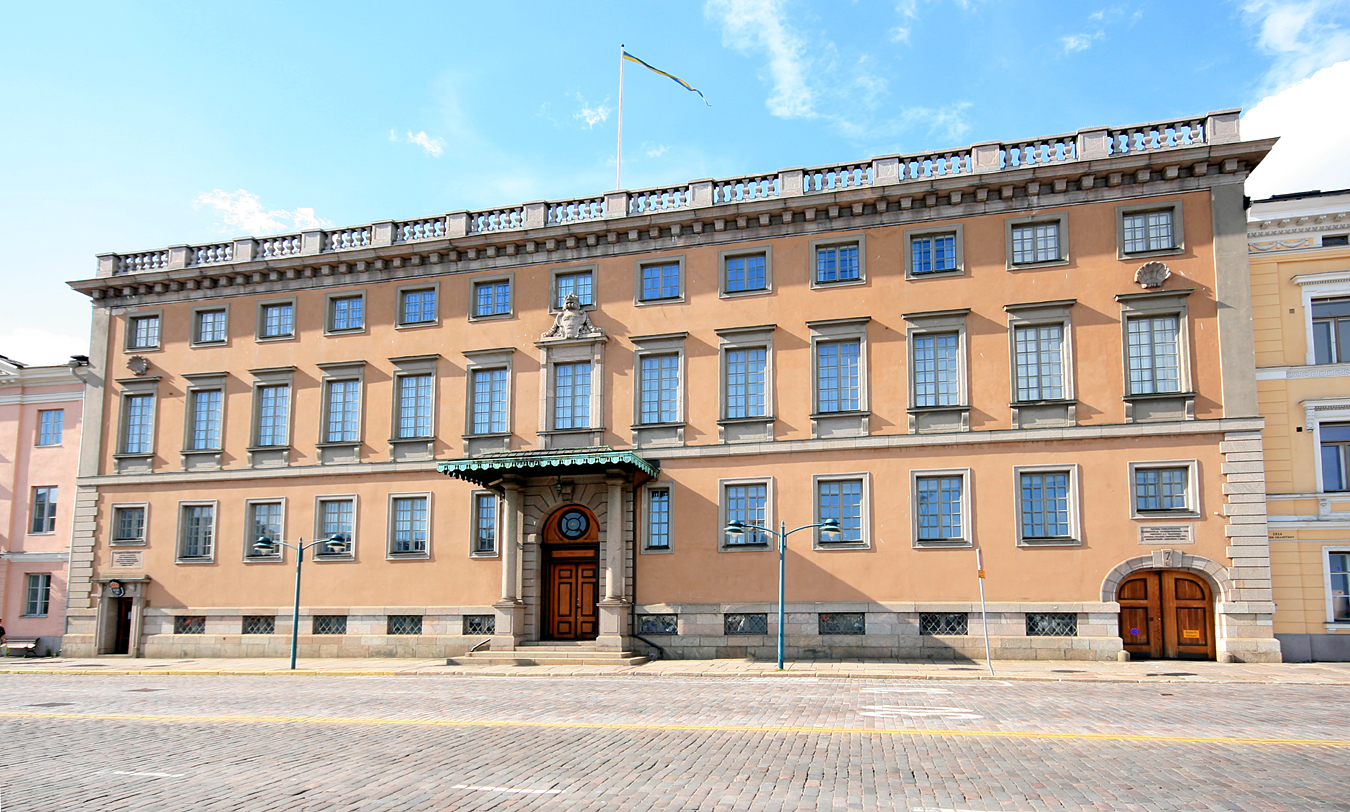
Sveriges ambassad i Helsingfors.

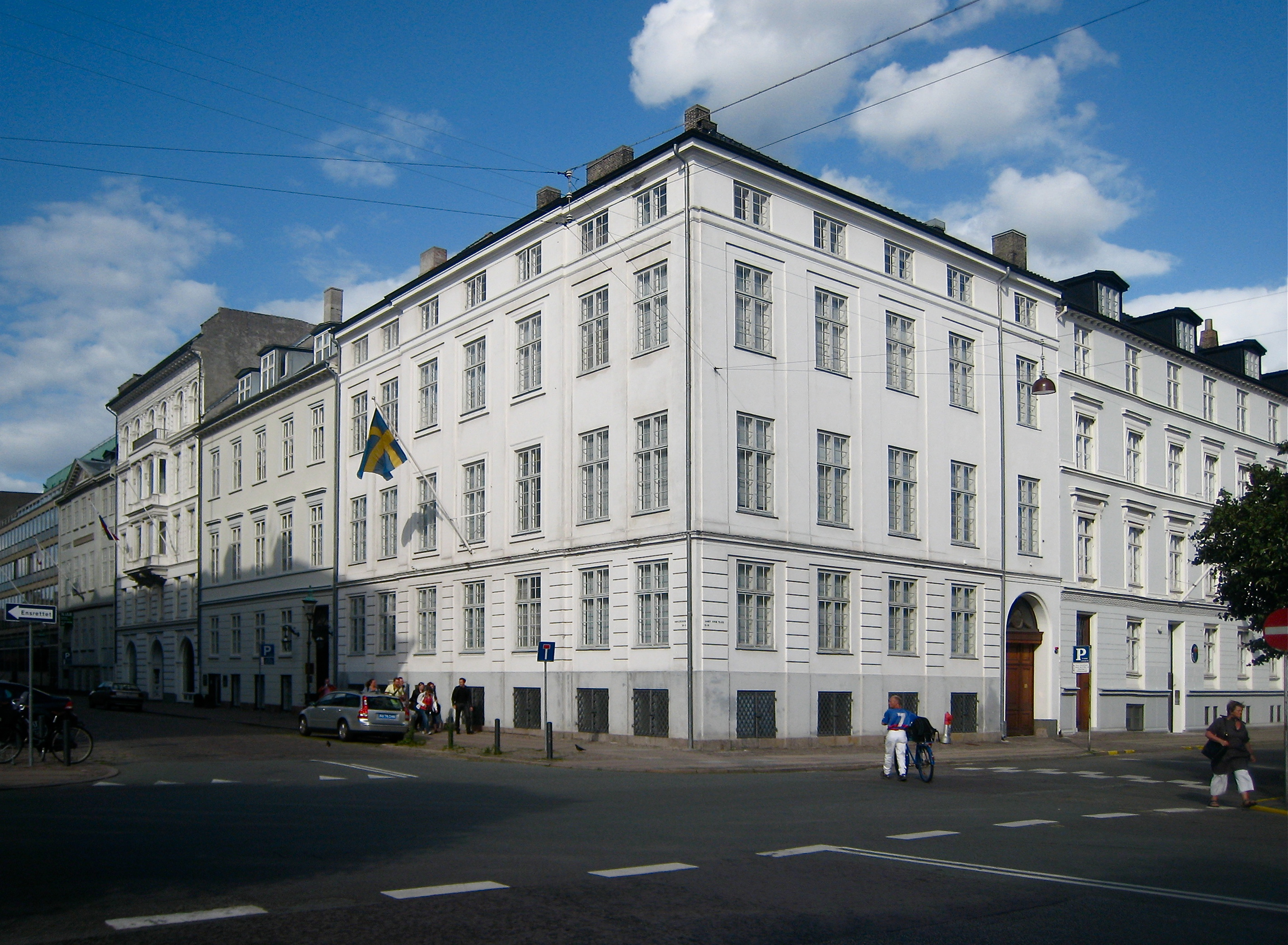
Sveriges ambassad i Köpenhamn.

- Danmark, se Sveriges ambassad i Köpenhamn
- Finland, se Sveriges ambassad i Helsingfors
- Island, se Sveriges ambassad i Reykjavik
- Norge, se Sveriges ambassad i Oslo

### Europa

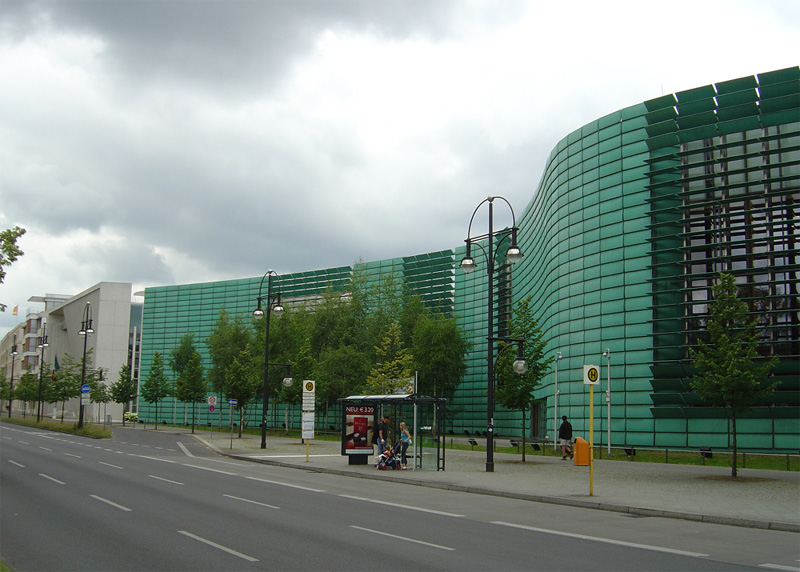
Nordiska ambassaderna i Berlin. Hit flyttade 1999 bland annat Sveriges ambassad i Berlin.

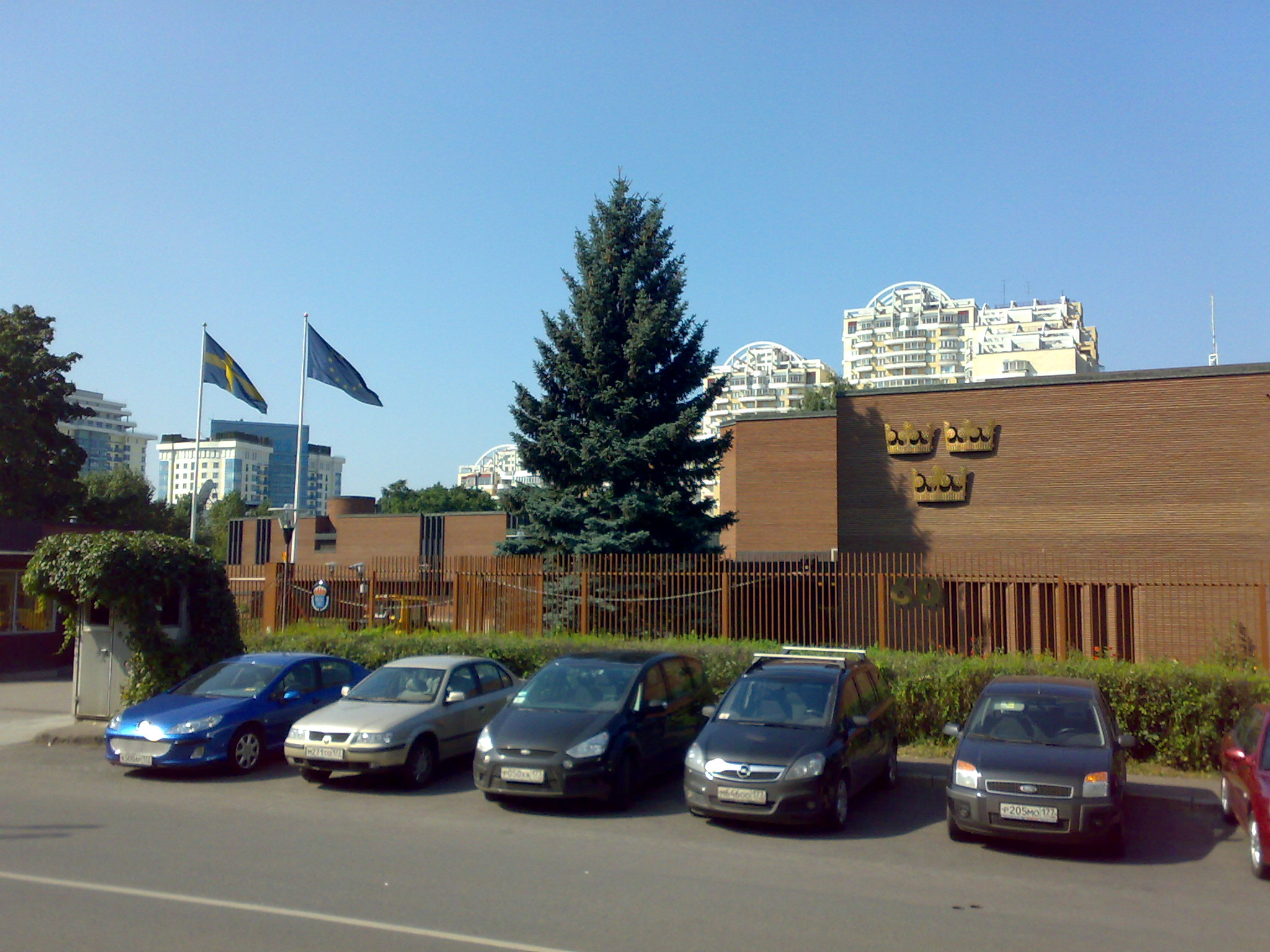
Sveriges ambassad i Moskva.

- Albanien, se Sveriges ambassad i Tirana (2010–idag)[7]
- Belarus, se Sveriges ambassad i Minsk (2008–idag)
- Bosnien-Hercegovina, se Sveriges ambassad i Sarajevo (1996–idag)
- Cypern, se Sveriges ambassad på Nicosia (2003–idag)
- Estland, se Sveriges ambassad i Tallinn (1991–idag)
- Frankrike, se Sveriges ambassad i Paris
- Georgien, se Sveriges ambassad i Tbilisi (2010–idag)[8]
- Grekland, se Sveriges ambassad i Aten
- Italien, se Sveriges ambassad i Rom
- Kosovo, se Sveriges ambassad i Pristina (2010–idag)[9]
- Kroatien, se Sveriges ambassad i Zagreb (1992–idag)
- Lettland, se Sveriges ambassad i Riga (1991–idag)
- Litauen, se Sveriges ambassad i Vilnius (1991–idag)
- Moldavien, se Sveriges ambassad i Chişinău (2010–idag)[8]
- Nederländerna, se Sveriges ambassad i Haag
- Nordmakedonien, se Sveriges ambassad i Skopje (2005–idag)
- Polen, se Sveriges ambassad i Warszawa
- Portugal, se Sveriges ambassad i Lissabon
- Rumänien, se Sveriges ambassad i Bukarest
- Ryssland (Ryska Federationen), se Sveriges ambassad i Moskva
- Schweiz, se Sveriges ambassad i Bern
- Serbien, se Sveriges ambassad i Belgrad
- Spanien, se Sveriges ambassad i Madrid
- Storbritannien, se Sveriges ambassad i London
- Tjeckien, se Sveriges ambassad i Prag
- Tyskland, se Sveriges ambassad i Berlin (1999–idag)
- Ukraina, se Sveriges ambassad i Kiev (1992–idag)
- Ungern, se Sveriges ambassad i Budapest
- Österrike, se Sveriges ambassad i Wien

### Afrika
- Algeriet, se Sveriges ambassad i Alger
- Angola, se Sveriges ambassad i Luanda
- Burkina Faso, se Sveriges ambassad i Ouagadougou (2010–idag)[7]
- Egypten, se Sveriges ambassad i Kairo
- Etiopien, se Sveriges ambassad i Addis Abeba
- Kenya, se Sveriges ambassad i Nairobi
- Kongo-Kinshasa, se Sveriges ambassad i Kinshasa (?–1995, 1998–idag)
- Liberia, se Sveriges ambassad i Monrovia (2010–idag)[7]
- Mali, se Sveriges ambassad i Bamako (2010–idag)[8]
- Marocko, se Sveriges ambassad i Rabat
- Moçambique, se Sveriges ambassad i Maputo
- Nigeria, se Sveriges ambassad i Abuja
- Rwanda, se Sveriges ambassad i Kigali (2010–idag)[7]
- Sudan, se Sveriges ambassad i Khartoum (2008–idag)
- Sydafrika, se Sveriges ambassad i Pretoria
- Tanzania, se Sveriges ambassad i Dar es Salaam
- Tunisien, se Sveriges ambassad i Tunis (?–2001, 2016–idag)
- Uganda, se Sveriges ambassad i Kampala (1999–idag)
- Zambia, se Sveriges ambassad i Lusaka
- Zimbabwe, se Sveriges ambassad i Harare

### Asien

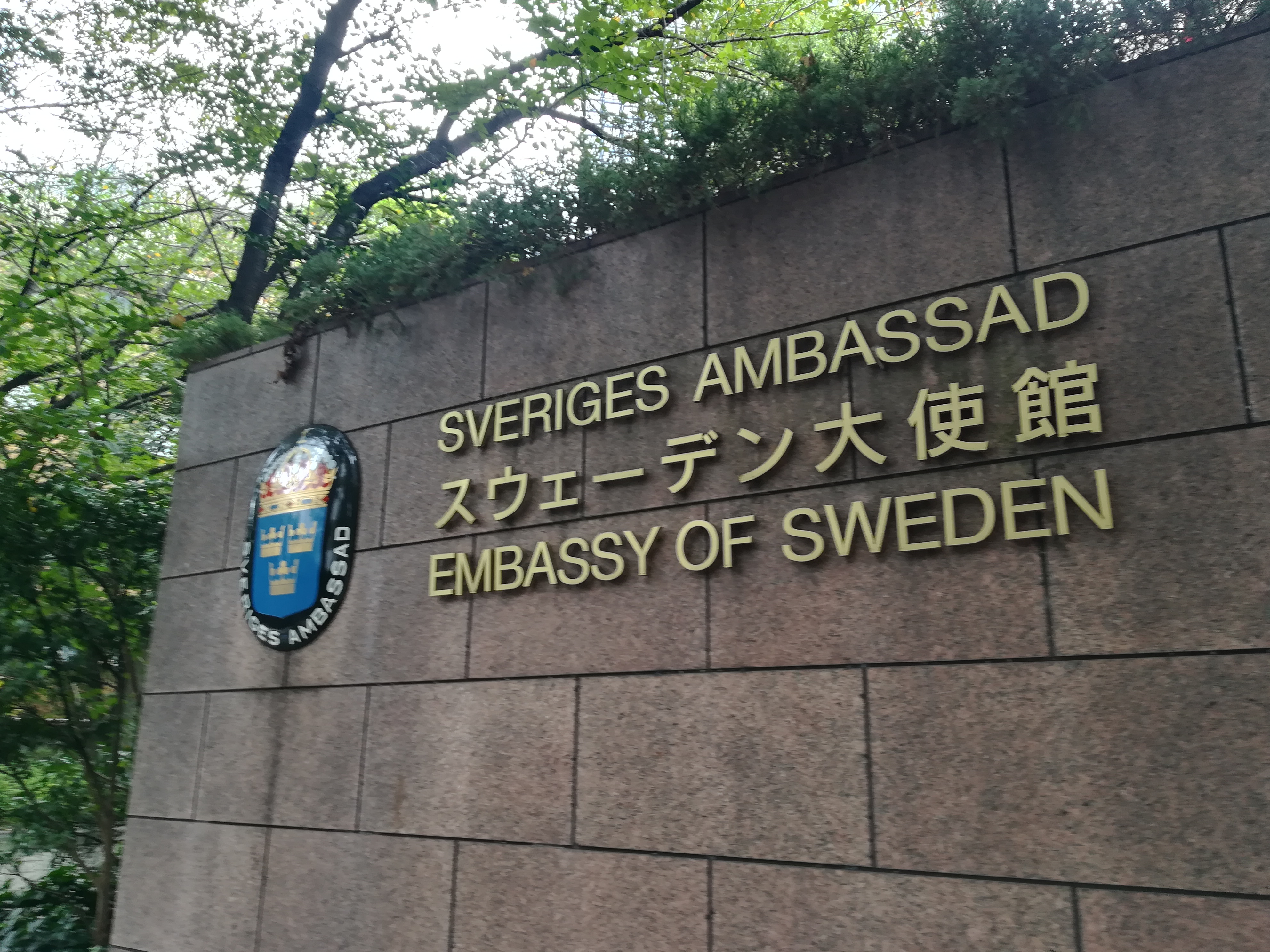
Sveriges ambassad i Tokyo

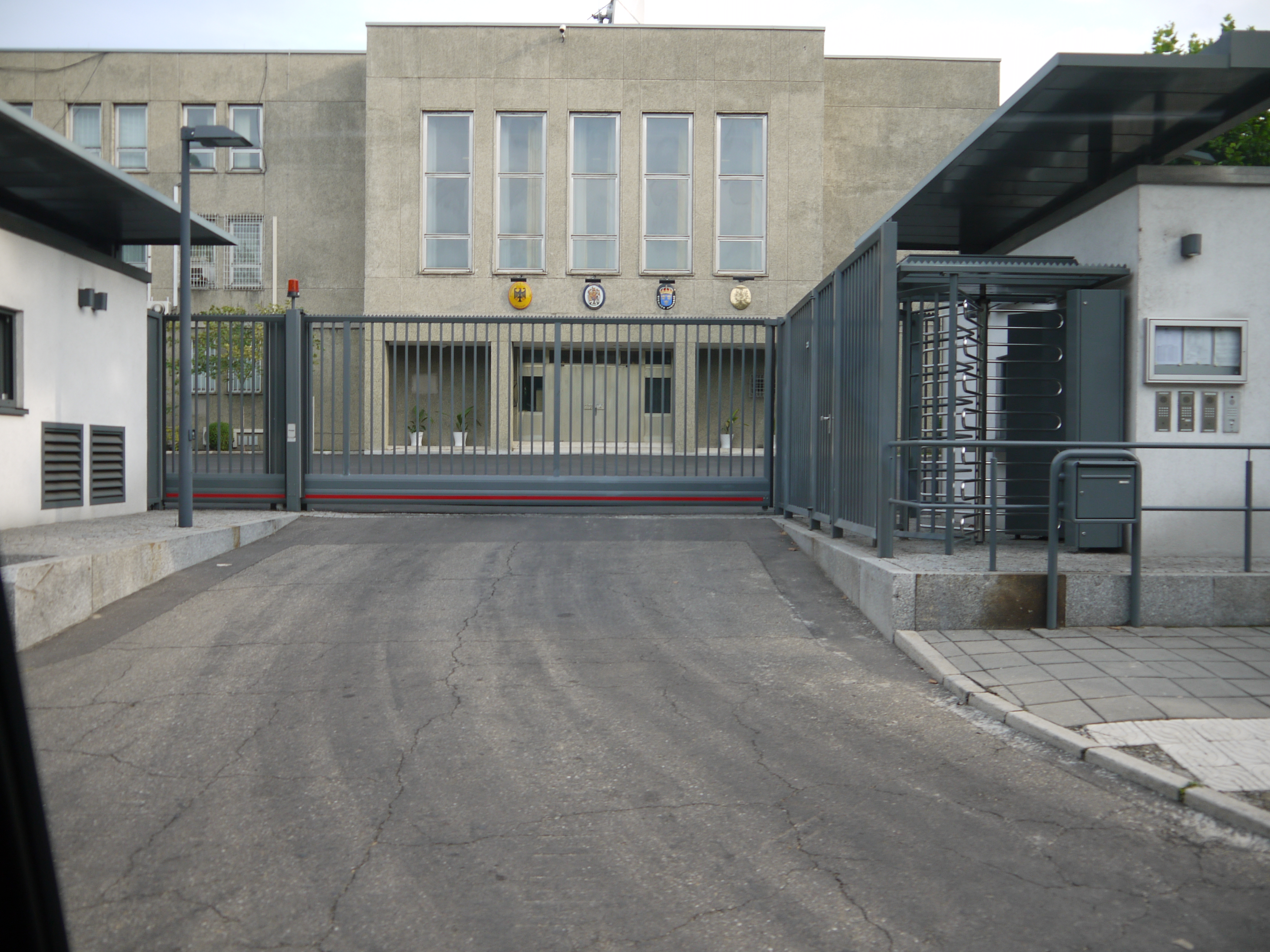
Sveriges ambassad i Pyongyang (i byggnaden finns även beskickningar för Frankrike, Storbritannien och Tyskland)

- Armenien, se Sveriges ambassad i Jerevan
- Azerbajdzjan, se Sveriges ambassad i Baku
- Bangladesh, se Sveriges ambassad i Dhaka
- Filippinerna, se Sveriges ambassad i Manila (?–2008, 2016–idag)
- Förenade Arabemiraten, se Sveriges ambassad i Abu Dhabi (?–1993, 2001–idag)
- Indien, se Sveriges ambassad i New Delhi
- Indonesien, se Sveriges ambassad i Jakarta
- Irak, se Sveriges ambassad i Bagdad
- Iran, se Sveriges ambassad i Teheran
- Israel, se Sveriges ambassad i Tel Aviv
- Japan, se Sveriges ambassad i Tokyo
- Jordanien, se Sveriges ambassad i Amman
- Kambodja, se Sveriges ambassad i Phnom Penh (2010–idag)[8]
- Kazakstan, se Sveriges ambassad i Astana
- Kina, se Sveriges ambassad i Peking
- Libanon, se Sveriges ambassad i Beirut (?–1982, 1999–2001, 2017–idag)[10]
- Nordkorea (Demokratiska Folkrepubliken Korea), se Sveriges ambassad i Pyongyang
- Sydkorea (Republiken Korea), se Sveriges ambassad i Seoul
- Malaysia, se Sveriges ambassad i Kuala Lumpur
- Pakistan, se Sveriges ambassad i Islamabad
- Qatar, se Sveriges ambassad i Doha
- Saudiarabien, se Sveriges ambassad i Riyadh
- Singapore, se Sveriges ambassad i Singapore
- Syrien, se Sveriges ambassad i Damaskus
- Thailand, se Sveriges ambassad i Bangkok
- Turkiet, se Sveriges ambassad i Ankara
- Vietnam, se Sveriges ambassad i Hanoi

### Övriga världen

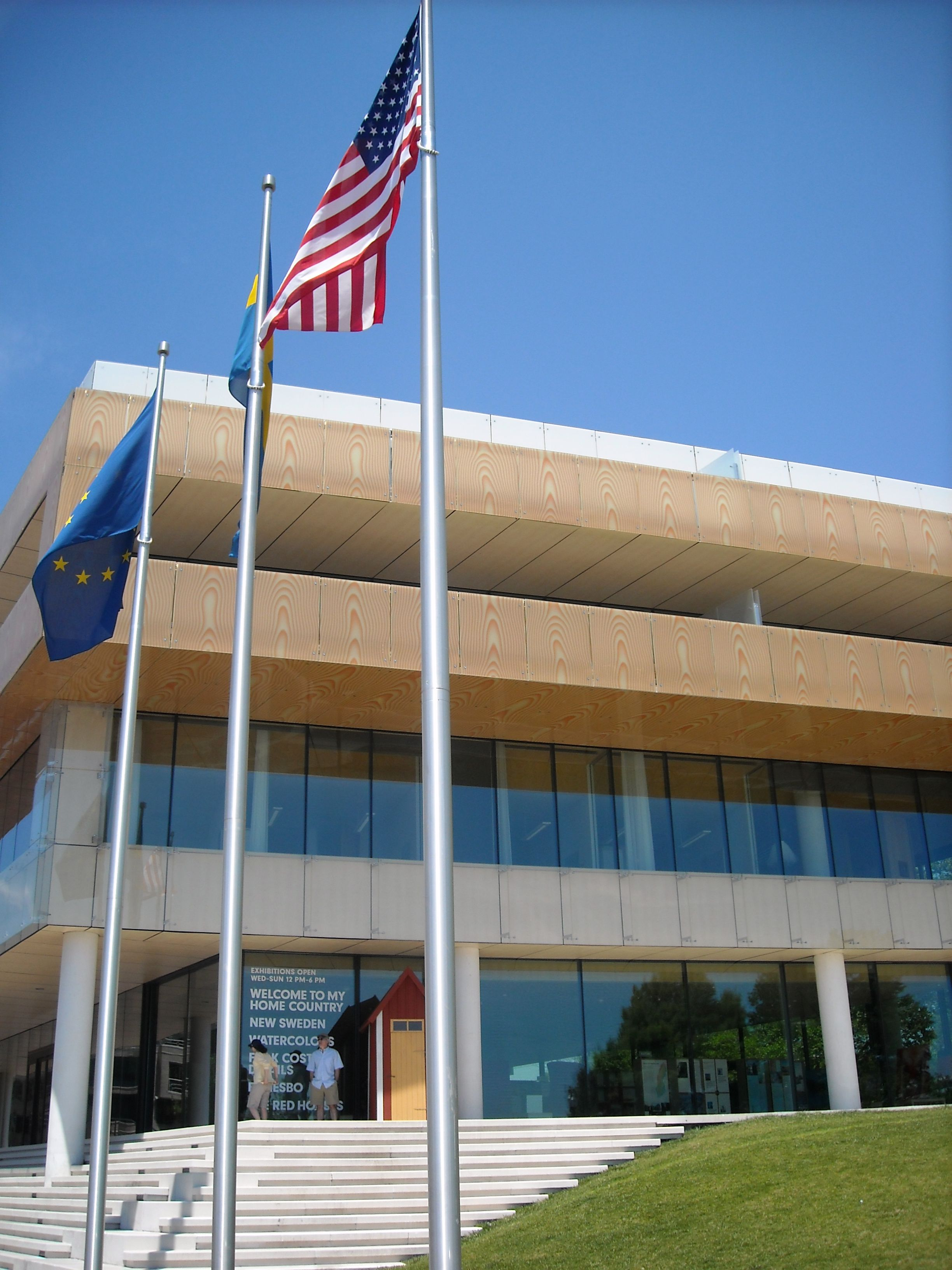
House of Sweden vid Potomacfloden, säte för Sveriges ambassad i Washington.

- Argentina, se Sveriges ambassad i Buenos Aires
- Australien, se Sveriges ambassad i Canberra
- Bolivia, se Sveriges ambassad i La Paz (2010–idag)[7]
- Brasilien, se Sveriges ambassad i Brasília
- Chile, se Sveriges ambassad i Santiago de Chile
- Colombia, se Sveriges ambassad i Bogotá
- Guatemala, se Sveriges ambassad i Guatemala City
- Kanada, se Sveriges ambassad i Ottawa
- Kuba, se Sveriges ambassad i Havanna
- Mexiko, se Sveriges ambassad i Mexico City
- Peru, se Sveriges ambassad i Lima (?–2001, 2016–idag)
- USA, se Sveriges ambassad i Washington

## Stater i vilka Sverige tidigare har haft ambassader
- Afghanistan, se Sveriges ambassad i Kabul (2008–2021)
- Belgien, se Sveriges ambassad i Bryssel (?–2011)[11]
- Botswana, se Sveriges ambassad i Gaborone (1972–2008)[12]
- Bulgarien, se Sveriges ambassad i Sofia (1935–2010)[7]
- Elfenbenskusten, se Sveriges ambassad i Abidjan (1978–2007)[13]
- Ecuador, se Sveriges ambassad i Quito (1964–1992)
- Guinea-Bissau, se Sveriges ambassad i Bissau (?–2000)[14]
- Irland, se Sveriges ambassad i Dublin (?–2010)[15]
- Kuwait, se Sveriges ambassad i Kuwait (?–2001)[16]
- Laos, se Sveriges ambassad i Vientiane (1965–2008)[17]
- Lesotho, se Sveriges ambassad i Maseru (1985–1993)[18][14]
- Libyen, se Sveriges ambassad i Tripoli (1974–1993[19]/1995[20])
- Luxemburg, se Sveriges ambassad i Luxemburg (1996–2010)[14]
- Malta, se Sveriges ambassad i Valletta (?–?)
- Namibia, se Sveriges ambassad i Windhoek (1990–2007)
- Nicaragua, se Sveriges ambassad i Managua (1984–2008)
- Nya Zeeland, se Sveriges ambassad i Wellington (1949–1995)
- Oman, se Sveriges ambassad i Muskat (1986–1993)[21]
- Senegal, se Sveriges ambassad i Dakar (2000–2010)[14]
- Slovakien, se Sveriges ambassad i Bratislava (2003–2010)[14]
- Slovenien, se Sveriges ambassad i Ljubljana (1999–2010)[14]
- Sri Lanka, se Sveriges ambassad i Colombo (1949–2009)[22]
- Uruguay, se Sveriges ambassad i Montevideo (1949–1993)[23]
- Vatikanstaten, Sveriges ambassad vid Heliga stolen (1986–2001)[24][25]
- Venezuela, se Sveriges ambassad i Caracas (1930–2000)[4]
- Västtyskland, se Sveriges ambassad i Bonn (?–1999)